# Tännforsen (naturreservat)
Tännforsen är ett naturreservat och Natura 2000-område för Tännforsen och området omkring, beläget i Åre kommun i västra Jämtland.
Området kring Tännforsen har en för länet ovanlig natur. Det är i huvudsak tack vare den höga och jämna luftfuktigheten Tännforsen ger som man kan hitta så speciella växt- och djurarter i det omgivande området. De två viktigaste grupperna är lavar och mossor, men även en grupp kortvingar, en typ av skalbaggar, är knutna till denna typ av miljö. I området runt Tännforsen kan man hitta organismer vars närmaste släktingar normalt hittas i oceaniska tempererade eller boreala skogar med mycket hög och jämn luftfuktighet. En grupp av oceaniska lavar som finns vid Tännforsen bildar ett växtsamhälle som kallas för lunglavsamhälle. Det säregna är att vid Tännforsen finns detta lavsamhälle inte bara på lövträd, som är det normala, utan även på granar. Inom området har man funnit inte mindre än 21 rödlistade trädlevande lavar, och hela området är en naturtyp som är hotad i hela Europa.